# Allocinopus latitarsis
Allocinopus latitarsis – gatunek chrząszcza z rodziny biegaczowatych i podrodziny Harpalinae.

## Taksonomia
Gatunek opisany został w 1911 roku przez Thomasa Brouna.

## Opis
Ciało długości od 7,5 do 11,5 mm, umiarkowanie wypukłe, brązowawe z głową ciemniejszą, czułkami i stopami rudymi lub żółtawymi, wierzchołkową połową goleni jasnożółtawobrązową, a bokami przedplecza i pokryw żółtawobrązowymi. Ogólnie gładkie i bezwłose. Mikrorzeźba na głowie i przedpleczu nieobecna lub słabo widoczna, na pokrywach samca słaba i poprzeczna, a na pokrywach samicy silna i izodiametryczna. Połysk ciała silny, niemetaliczny. Głowa na wysokości oczu szerokości wierzchołka przedplecza, z przodu płaska, a z tyłu nieco wypukła. Przedplecze silnie poprzeczne, najszersze przed środkiem, o bokach silnie zbiegających się ku prostej, umiarkowanie węższej od pokryw nasadzie. Wierzchołek przedplecza wklęśnięty, a boczne zagłębienia rozszerzone ku tyłowi. Przednie kąty tępe, a tylne zaokrąglone. Dołki przypodstawowe głębokie i szerokie. Przednio-boczne uszczecinione punkty stykające się z obrzeżeniem bocznym. Punktowanie przedplecza słabo rozwinięte. Episternity zatułowia dłuższe niż szerokie. Pokrywy najszersze około połowy długości, o ramionach zaokrąglonych i bez ząbka, przedwierzchołkowym zafalowaniu słabym, rządkach przytarczkowych obecnych, a międzyrzędzie 3 pozbawionym uszczecinionych punktów za połową długości. Edeagus w widoku bocznym słabo łukowaty, o wierzchołku wąsko-trójkątnym i prawie prostym, a w widoku grzbietowym asymetryczny, o ostium nieco odgiętym w prawo i dyskiem wierzchołkowym trójkątnym, a wewnętrznej torebce uzbrojonej.

## Biologia i ekologia
Chrząszcz nizinny. Występuje w wilgotnych lasach, zaroślach i scrubie, a także na pastwiskach, w ogrodach wzdłuż strumieni i kamienistych wybrzeży morskich. Żyje na glebie, zwykle w ściółce. Prowadzi nocny tryb życia. Za dnia kryje się pod kamieniami, kłodami i gnijącymi resztkami roślinnymi. Aktywny od września do marca i od lipca do sierpnia. Okazjonalnie atakowany przez roztocze i grzyby z grupy Laboulbeniales.

## Występowanie
Gatunek ten jest endemitem Nowej Zelandii. Znany z Wyspy Północno-Wschodniej, Wyspy Południowo-Wschodniej, Pitt, Sisters' Islands i Wysp Chatham.